# Campanha do Iraque Ocidental (2017)
A Campanha do Iraque Ocidental (2017) foi uma operação militar do Exército Iraquiano contra o Estado Islâmico do Iraque e do Levante (EI/EIIL), no oeste da província de Ambar e, na fronteira com a Síria, com o objectivo de expulsar totalmente o EI dos seus últimos bastiões no Iraque.

## Antecendetes
Al-Qaim é um conhecido bastião das forças jihadistas, após a invasão do Iraque em 2003, com as forças da coligação a lançarem diversas operações militares contra os jihadistas da Al-Qaeda. A localização estratégica da cidade tornou-se uma rota para combatentes estrangeiros entrarem no Iraque vindos da Síria, que foi acusada de nada fazer para travar tal situação pelo governo iraquiano
As cidades no oeste de Ambar foram capturadas pelo Estado Islâmico em 2014. Antes desta ofensiva, as forças iraquianas tinha expulsado os islamistas de cidades fulcrais na província como Ramadi e Faluja, mas as áreas fronteiriças com a Síria e as vastas zonas rurais e desérticas da província continuavam sob o controlo do EIIL. Uma operação do Exército Iraquiano foi lançada em direcção ao oeste de Avbar em janeiro de 2017, mas a operação foi suspensa para as forças iraquianas se focarem na Batalha de Mossul.
Em setembro de 2017, o Exército Iraquiano lançou uma ofensiva sobre o oeste da província de Avbar, capturando Akashat e Anah. Após capturar a zona de Hawija, as forças iraquianas pararam com a ofensiva para se focarem no conflito com os curdos.

## Campanha

### Al-Qaim
O primeiro-ministro Haider al-Abadi anunciou uma ofensiva para recuperar a região fronteiriça ocidental de al-Qaim e Rawa em 26 de outubro. Abadi afirmou: "As legiões heróicas estão avançando para a última cova do terrorismo no Iraque para libertar al-Qaim, Rawa e as aldeias vizinhas". As forças iraquianas eram constituídas pelo Exército Iraquiano, Polícia Iraquiana, tribos sunitas e milícias maioritariamente xiitas. Mais tarde, o tenente-general Abdul Amir Yarallah anunciou que haviam capturado a aldeia de Umm al-Waz, 55 quilómetros ao sudeste de al-Qa'im e a Base Aérea H-2 junto com a área vizinha de Husseiniyat, 120 km ao sul de Al Qaim. De acordo com as Nações Unidas, cerca de 50 mil pessoas ainda estavam em al-Qaim e Rawa. Enquanto isso, Walid al-Dulaimi, um coronel do exército iraquiano, disse à Agência Anadolu que tinham tomado o cruzamento de Rawa e o distrito de Jabbab, que fica a cerca de 2 quilómetros a oeste de Rawa.
O Departamento de Comunicação do Exército Iraquiano anunciou em 27 de outubro que as Forças de Mobilização Popular (FMP) tomaram 43 quilómetros da estrada Akashat-al-Qaim e uma área de 301 quilómetros quadrados ao sul de Al Qa'im. Também acrescentou que as FMP capturaram a fábrica de cimento de al-Qakm, as pedreiras de al-Qaom, a estação de al-Qaim e a estação de água. O exército iraquiano, entretanto, conquistou  aldeias de Awani, a norte de Jabab e al-Zalla, na margem sul do Eufrates. O Major-General do exército iraquiano Qasim al-Muhammadi disse à Agência Anadolu, no mesmo dia, que 25 militantes foram mortos em combates entre o exército iraquiano e o ISIL perto da área T1, 40 quilómetros de al-Qa'im. Ele acrescentou que um grande número de militantes também recuaram para o centro do distrito de Al Qaim. Ahmed al-Dulaimi, um capitão da polícia de Anbar, afirmou que cinco militantes e dois combatentes tribais morreram na mesma área um dia antes
O Comando de Operações Conjuntas (COJ) declarou, em 28 de outubro, que as forças iraquianas tomaram o controlo de grandes áreas a leste de Al Qaim, depois de expulsarem os militantes dos seus esconderijos. O COJ também afirmou que as tropas iraquianas tinham capturado diversas aldeias, uma ponte sobre o Eufrates, a estação ferroviária de Al Qaim, uma base aérea militar e o campo de gás de Akkas. O COJ acrescentou que até agora, 75 militantes haviam sido mortos, enquanto 9 Carros Bomba, 10 veículos dos militantes e quatro locais de fabricação de bombas haviam sido destruídos, enquanto 378 bombas  foram desarmadas ou detonadas. O COJ também informou que 33 aldeias foram recuperadas ao EIIL, dois dias após a ofensiva. O Ministério da Defesa iraquiano declarou, em 29 de outubro, que os aviões iraquianos lançaram milhares de folhetos nas áreas controladas pelo EIIL em Anbar, exortando os militantes a se renderem. Uma fonte iraquiana afirmou, no mesmo dia, que combatentes do EIIL haviam fugido para Al-Bukamal na Síria, após muitos dos seus líderes fugirem ou morrerem em ataques aéreos. Enquanto isso, Qatari al-Samarmad, um comandante das FMP, declarou que Ra'ed al-Atouri, o líder militar do EIIL de al-Qa'im e seis dos seus companheiros haviam sido mortos por aviões de guerra iraquianos
Até 31 de outubro, as forças iraquianas chegaram ao limite de Al-Qaim. O COJ anunciou que as forças iraquianas, apoiadas pelos ataques aéreos dos Estados Unidos e pelos combatentes tribais sunitas, capturaram a aldeia de Al-Obeidi, acrescentando que, apesar do EI ter resistido ao avanço das tropas, a maioria recuou para o centro de al-Qaim. O COJ acrescentou que as forças iraquianas também tomaram o controlo de um complexo residencial nas proximidades, nove aldeias ao redor de Obeidi, bem como grandes áreas do campo de gás de Akkas. O brigadeiro-geral do exército, Numaan Abdul-Zobai, disse que também capturaram as aldeias de Rafedah e Al-Kasim a oeste de Al Qaim. O ministro do petróleo do Iraque, Jabar al-Luaibi, afirmou em 2 de novembro que as forças do Iraque capturaram o campo de gás de Akkas. O major-general Numaan Abd al-Zawbaei, comandante da 7.ª Divisão do exército iraquiano, disse no mesmo dia que as tropas regulares apoiadas pela FMP capturaram a área de Al-Saada e as aldeias vizinhas de Jereejib e Qunaitera, a oeste de Al-Qaim, matando vários militantes e destruindo uma série de veículos armadilhados.
Em 3 de novembro, o exército iraquiano capturou a fronteira de Abu Kamal-Al-Qa'im. O COJ anunciou que as forças iraquianas também entraram em al-Qa'im. A FMP capturou a estação de comboio da cidade, bem como o bairro de al-Karabilah durante o dia, enquanto também entrava no bairro de Gaza. Mais tarde, no mesmo dia, o primeiro-ministro Haider al-Abadi anunciou que as forças do governo iraquiano capturaram Al-Qa'im. As forças iraquianas também recapturaram o resto do distrito de Al-Qa'im. Isto deixou o Estado Islâmico sem qualquer posição ao longo da Fronteira Iraque-Síria, deixando Rawa como o último bastião sob o seu controlo

### Interlúdio
Após as derrotas em Al-Qaim e Deir Zor, Al-Bukamal na Síria era a última grande cidade sob o controlo do Estado Islâmico, onde era esperado que iriam fazer a sua última grande demonstração. As forças do EIIL começou a mobilizar em Abu Kamal, reforçadas pelos combatentes que fugiam do Iraque. A 5 de novembro, o Observatório Sírio de Direitos Humanos (SOHR/OSDH) afirmou que o EIIL tinha expulsado a FMP da zona rural de Abu Kamal. Mais tarde, um porta-voz de Kata'ib Hezbollah afirmou que a FMP tinha entrado em confrontos a metros da fronteira síria e lançaram mísseis para a Síria, acrescentando que as suas forças não tinham entrado na Síria.

### Rawa
O primeiro-ministro Haider al-Abadi afirmou em 11 de novembro que as forças iraquianas estavam lançando uma operação para expulsar os jihadistas de uma área no oeste do Iraque. A ofensiva para recapturar Rawa foi lançada durante o dia. Duas divisões iraquianas e combatentes tribais sunitas realizaram a operação. O líder da operação militar disse que as tropas capturaram Rumana e a sua ponte, juntamente com outras 10 aldeias. O coronel do Exército iraquiano, Waleed al-Dulaimi, disse à Agência Anadolu que as forças iraquianas capturaram seis aldeias em 13 de novembro. Ele acrescentou que os islamistas haviam fugido das aldeias para o noroeste do deserto da cidade de Rawa. O tenente-general do exército Iraquiano Abdul Amir Yarallah declarou no dia 15 de novembro que mataram 48 jihadistas nos últimos três dias enquanto capturavam 13 aldeias.
Os militares iraquianos declararam, em 17 de novembro, que as forças de segurança entraram em Rawa. Yarallah do COJ afirmou que as tropas iraquianas e as forças paramilitares tinham começado o avanço no amanhecer e capturaram quatro bairros depois de algumas horas. Yarallah afirmou que as tropas governamentais e as unidades paramilitares "libertaram Rawa e elevaram a bandeira iraquiana em todos os seus edifícios oficiais". O primeiro-ministro al-Abadi felicitou as forças armadas e o povo iraquiano, dizendo que Rawa foi retomada em tempo recorde . Ele afirmou: "A libertação do distrito de Rawa em poucas horas reflecte a grande força e poder de nossas forças armadas heróicas e o planeamento bem-sucedido para as batalhas". Um porta-voz militar declarou: "Com a libertação de Rawa, podemos dizer que todas as áreas em que Daesh está presente foram liberadas". Ele acrescentou que as forças iraquianas perseguirão os militantes que fugiram para o deserto e exercem controlo sobre as fronteiras do Iraque

### Deserto de Al-Jazirah
O primeiro-ministro al-Abadi declarou, em 21 de novembro, que, embora o EIIL já tenha sido derrotado de uma perspectiva militar, ele declarará a vitória final somente após os jihadistas serem derrotados nas áreas do deserto. Em 23 de novembro, as forças iraquianas anunciaram o início de uma ofensiva para libertar o deserto que faz fronteira com a Síria. Exército, polícia e unidades paramilitares avançaram para as áreas das províncias de Saluhuddin, Ninveh e Ambar formando parte da região chamada al-Jazira.
As forças iraquianas declararam em 24 de novembro que o EIIL se estava a retirar para o deserto de forma a fugir à ofensiva. A FMP afirmou que as suas forças tomaram o controlo de 77 aldeias desde o lançamento da ofensiva. A FMP acrescentou que cinco militantes foram mortos ao sul de Hatra, mas, de outra forma, os militantes apresentaram pouca resistência. Também afirmou ter tomado o controlo de um aeródromo na mesma área, onde descobriram armazéns subterrâneos utilizados pelos jihadistas. O exército iraquiano afirmou mais tarde que as suas forças haviam capturado 45 aldeias, limpando cerca de 2.400 quilómetros quadrados em 24 de novembro
Os militares iraquianos declararam no dia 27 de novembro que estava enfrentando uma dura batalha contra o EIIL, em desfiladeiros profundos e outros esconderijos naturais no deserto ocidental. O general Yahya Rasoul, porta-voz do COJ, declarou que a primeira fase terminou e as forças iraquianas capturaram metade dos cerca de 29 mil km2 de área do deserto. As forças iraquianas anunciaram uma nova fase em 8 de dezembro contra os restantes militantes no deserto ocidental.
O primeiro-ministro Al-Abadi declarou a vitória final sobre o Estado Islâmico a 9 de dezembro após as forças iraquianas terem expulsados os últimos jihadistas. O exército Iraquiano afirmou que tinha capturado as últimas áreas do EIIL. O Ten. Gen. Yarallah informou que as tropas iraquianas tinham capturado mais de 90 aldeias e libertado mais de 19 mil quilómetros quadrados no último dia da operação.

## Celebrações
A 10 de dezembro, as forças iraquianas realizaram uma parada militar em Bagdade para celebrarem a sua vitória contra o Estado Islâmico. O primeiro-ministro Al-Abadi declarou que o dia 10 de dezembro iria ser um novo feriado anual no Iraque. Após a vitória, as forças iraquianas esperam uma nova fase de insurgência pelos últimos combatentes do Estado Islâmico